# Молдавија на Зимским олимпијским играма 2006.
Молдавији је ово било четврто учешће на Зимским олимпијским играма. Делегацију Молдавије, на Зимским олимпијским играма 2006. у Торину (Италија) представљало је 6 такмичара (3 мушкарца и три жене).
Заставу Молдавије на церемонијама отварања и затварања Олимпијских игара 2010. носио је биатлонка Наталија Левченкова.
Олимпијски тим Молдавије је остао и даље остао у групи екипа које нису освајале олимпијске медаље на зимским олимпијским играма.

## Учесници по спортовима
| Спорт           | Мушкарци | Жене   | Укупно |
| --------------- | -------- | ------ | ------ |
| Биатлон         | 1        | 3      | 4      |
| Санкање         | 1        | 0      | 1      |
| Скијашко трчање | 1        | 0 (1°) | 1 (2°) |
| Укупно(3)       | 3        | (4°)   | 6 (7°) |

° Биатлонка Елена Горохова такмичила се и у скијашком трчању.

## Резултати

### Биатлон

#### Мушкарци
| Такмичар           | Дисциплина | Резултати | Резултати | Резултати | Резултати     | Детаљи |
| Такмичар           | Дисциплина | Време     | Промашаји | Заостатак | Пласман/учес. | Детаљи |
| ------------------ | ---------- | --------- | --------- | --------- | ------------- | ------ |
| Михаил Грабушенков | Спринт     | 32:17,6   | 2 (1+0)   | 10:20,1   | 81 / 88 (90)  |        |

#### Жене
| Такмичарка         | Дисциплина    | Резултати | Резултати   | Резултати | Резултати     | Детаљи |
| Такмичарка         | Дисциплина    | Време     | Промашаји   | Заостатак | Пласман/учес. | Детаљи |
| ------------------ | ------------- | --------- | ----------- | --------- | ------------- | ------ |
| Елена Горохова     | Спринт        | 26:23,9   | 2 (0+2)     | +3:32,5   | 68 / 83       |        |
| Валентина Чурина   | Спринт        | 30:04,2   | 4 (2+2)     | +7:32,8   | 81 / 83       |        |
| Наталија Леченкова | Спринт        | 24:34,2   | 1 (0+1)     | +2:02,8   | 41 / 83       |        |
| Наталија Леченкова | Потера        | 41:36,1   | 1 (0+0+0+1) | +5:12,5   | 23 / 41 (58)  |        |
| Наталија Леченкова | Масовни старт | 22:18,2   | 2 (1+1)     | +2:22,6   | 23 / 88 (89)  |        |
| Наталија Леченкова | Појединачно   | 44:21,8   | 2 (1+1+0+0) | +3:25,3   | 21 / 30       |        |

### Санкање

#### Мушкарци
| Такмичар       | Дисциплина  | 1 вожња  | 1 вожња | 2 вожња  | 2 вожња | 3 вожња  | 3 вожња | 4 вожња  | 4 вожња | Укупно   | Пласман      |  |
| Такмичар       | Дисциплина  | Резултат | Пласман | Резултат | Пласман | Резултат | Пласман | Резултат | Пласман | Укупно   | Пласман      |  |
| -------------- | ----------- | -------- | ------- | -------- | ------- | -------- | ------- | -------- | ------- | -------- | ------------ |  |
| Богдан Маковеј | Појединачно | 55,681   | 35      | 55,101   | 33      | 54.005   | 32      | 53.599   | 32      | 3:38,386 | 30 / 35 (36) |  |

### Мушкарци
| Име         | Дисциплина | Квалификације | Квалификације | Четвртфинале         | Четвртфинале         | Полуфинале           | Полуфинале           | Финале               | Финале  | Детаљи |
| Име         | Дисциплина | Време         | Пласман       | Време                | Пласман              | Време                | Пласман              | Време                | Пласман | Детаљи |
| ----------- | ---------- | ------------- | ------------- | -------------------- | -------------------- | -------------------- | -------------------- | -------------------- | ------- | ------ |
| Илије Брија | спринт     | 2:42,30       | 77            | Није се квалификовао | Није се квалификовао | Није се квалификовао | Није се квалификовао | Није се квалификовао | 77 / 80 |        |

### Жене
| Име            | Дисциплина | Квалификације | Квалификације | Четвртфинале          | Четвртфинале          | Полуфинале            | Полуфинале            | Финале                | Финале  | Детаљи |
| Име            | Дисциплина | Време         | Пласман       | Време                 | Пласман               | Време                 | Пласман               | Време                 | Пласман | Детаљи |
| -------------- | ---------- | ------------- | ------------- | --------------------- | --------------------- | --------------------- | --------------------- | --------------------- | ------- | ------ |
| Елена Горохова | Спринт     | 2:31,61       | 62            | Није се квалификовала | Није се квалификовала | Није се квалификовала | Није се квалификовала | Није се квалификовала | 62 / 66 |        |